# 蜗牛奖
蜗牛奖是中华人民共和国部分地方政府设立的奖项，旨在整治懒政怠政的“躺平式”干部。“蜗牛奖”一词曾入选2018年度中国十大反腐热词。

## 沿革
2016年1月，时任江苏省泰州市委书记蓝绍敏在泰州市委全会上公开宣布设立“蜗牛奖”，同年4月13日，首批“蜗牛奖”获得者名单公布，有11个事项、12个部门单位得奖。此后两年内，泰州市先后向57个单位或个人颁发“蜗牛奖”。
2018年，“蜗牛奖”开始被中国内地其它地方效仿，包括浙江省嵊州市、浙江省丽水市缙云县、广东省湛江市遂溪县等地，同年还入选中央纪委国家监委网站与《咬文嚼字》编辑部联合发布2018年度十大反腐热词。
截止2023年，“蜗牛奖”已经在江苏、浙江、广东、贵州、安徽、宁夏、湖北、河南、陕西、四川等多个省份的部分地区推广。

## 认定办法
以首次设立该奖项的泰州市为例。2016年3月，泰州市政府印发《泰州市效能建设“蜗牛奖”认定暂行办法》，提出成立泰州市效能建设“蜗牛奖”认定小组。 小组负责“蜗牛奖”的领导和组织工作，通过公开征集懒政怠政线索、定期召开会议、不记名投票等程序，进行“蜗牛奖”的认定。“蜗牛奖”原则上每季度认定一次，对获奖的单位、处室及个人，制定了扣除绩效考核奖励等惩治措施。

## 评价
- 《央广网》评论指出，“蜗牛奖”这种“反讽式”监督可以倒逼单位勤政廉政，提升工作质量，提高工作效率[14]。
- 《中国青年报》发文称，“蜗牛奖”可以起到监督与批评的作用，获奖者需要更加努力工作，才能摆脱这个不光彩的名声[15]。
- 《京华时报》发文称，“蜗牛奖”与与制度化的吏治有本质区别，难以根治庸政懒政[16]。
- 湖南省委宣传部主管的《红网》发文称，“蜗牛奖”光发出去是不够的，还得设计与之匹配的惩处机制[17]。

## 相关事件
2018年4月18日，江苏省泰兴市因为害怕被颁发“蜗牛奖”，仅用两个多月的时间，就将高速公路沿线的300多块户外广告牌拆除，招来了“违法强拆”的质疑。

## 类似奖项
受“蜗牛奖”启发，中国内地一些地方为先进创业者颁发“骏马奖”、为服务态度差者颁发“刺猬奖”、为不担当者颁发“鸵鸟奖”。
2021年，江苏省南京市溧水区为鼓励基层创新，设立了表扬先进的“猎豹奖”和惩治不作为慢作为的“树懒奖”。